# مغنين (كوم حمادة)
قرية مغنين هي إحدى القرى التابعة لمركز كوم حمادة في محافظة البحيرة في جمهورية مصر العربية. حسب إحصاءات سنة 2006، بلغ إجمالي السكان في مغنين 4556 نسمة، منهم 2384 رجل و2172 امرأة.

## التاريخ
قرية مغنين من القرى القديمة، واسمها الأصلي «منية مغنين»، حيث وردت بهذا الاسم في قوانين ابن مماتي وفي تحفة الإرشاد من أعمال حوف رمسيس، وفي التحفة السنية لابن الجيعان في أعمال البحيرة.